# Aeródromo de La Esperanza (Nicaragua)
El aeródromo de La Esperanza (OACI: MNRV) es un aeródromo privado nicaragüense que sirve al municipio de San Juan del Sur y los hoteles turísticos de playa en la costa pacífica en el departamento de Rivas.

## Información técnica
El aeródromo está ubicado en los cerros al noreste de la costa y a 8 kilómetros al oeste por carretera del municipio de San Juan del Sur.
El VOR-DME de Liberia (Ident: LIB) está localizado a 89 kilómetros al sur-sureste del aeródromo. El VOR-DME de Managua (Ident: MGA) está localizado a 95 kilómetros al norte del aeródromo.